# Kevin McKidd
Kevin McKidd (Elgin, 9 agosto 1973) è un attore scozzese naturalizzato statunitense.
È conosciuto principalmente per i suoi ruoli in serie televisive, come quelli di Lucio Voreno in Roma, Dan Vasser in Journeyman e del Dottor Owen Hunt in Grey's Anatomy (di cui è anche regista di molti episodi). È inoltre apparso in molti film come Trainspotting, Le crociate - Kingdom of Heaven, e l'horror cult inglese Dog Soldiers.

## Biografia
Kevin McKidd è nato e cresciuto nella città scozzese di Elgin. Suo padre era un idraulico e sua madre una segretaria. Ha frequentato la Seafield Primary School e la Elgin Academy ed è stato un membro del piccolo gruppo teatrale locale, il Moray Youth Theatre.
Inizialmente deciso a studiare ingegneria, si iscrisse all'Università di Edimburgo ma si ritirò presto per iscriversi al Queen Margaret College di Edimburgo, allo scopo di studiare recitazione. Ha anche fatto parte della compagnia teatrale studentesca dell'Università di Edimburgo, il Bedlam Theatre.
È stato sposato fino al 2017 con Jane Parker, dalla quale ha avuto due figli: Joseph (2000) e Iona (2002); la famiglia risiede a Los Angeles durante le riprese di Grey's Anatomy. Ora si è risposato con la chef privata Arielle Goldrath da cui ha avuto altri due figli: Aiden (2018) e Nava James (2019).

### Carriera
La carriera di Kevin McKidd inizia del 1996 anno in cui recita nel film Trainspotting nel ruolo di Tommy. Dopo questa interpretazione fu inserito nel cast dell'episodio di natale del telefilm Father Ted nel ruolo di Padre Deegan. Sempre nello stesso anno è apparso nel ruolo di Malky Johnson nel film Small Faces. Nel 1998 appare in Bedrooms and Hallways - Camere e corridoi, dove interpreta Leo, il protagonista.
Nel 2002 appare nel rifacimento del film Nicholas Nickleby e ha prestato la sua voce a Jezz Torrent nel videogioco Grand Theft Auto: Vice City. Sempre nel 2002 ha recitato nel ruolo di Lawrence Cooper nel film horror di Neil Marshall Dog Soldiers. Nel 2003 interpreta Frankie nel film 16 Years of Alcohol candidato a due premi BAFTA, e vincitore di due British Independent Film Awards, tra cui il premio Douglas Hickox per il miglior regista esordiente.
Nel 2005 partecipa al film di Ridley Scott Le crociate - Kingdom of Heaven e partecipa nel ruolo di Thomas Howard, IV duca di Norfolk alla miniserie della BBC The Virgin Queen. Entra inoltre a far parte del cast della serie televisiva della HBO/BBC Roma, nel ruolo del soldato/politico Lucius Vorenus. Reciterà in questa serie televisiva fino al 2007, anno della sua fine. Grazie alle sue interpretazioni in questa serie ha ottenuto l'acclamazione della critica.
Nel 2007 partecipa a due film importanti: al prequel de Il silenzio degli innocenti, Hannibal Lecter - Le origini del male e a L'ultima legione. Diventa inoltre il protagonista della serie televisiva di breve durata Journeyman. La serie è però stata cancellata, a causa dei bassi ascolti, dopo solo 13 episodi. Nel 2008 entra a far parte del cast principale di Grey's Anatomy nel ruolo del Dottor Owen Hunt, che interpreta tuttora. Grazie all'interpretazione di Owen Hunt ha vinto un Prism Awards nella categoria Best Performance in a Drama Series Multi-Episode Storyline alla quattordicesima edizione del premio.
Nel 2009 partecipa come doppiatore alla realizzazione del videogioco Call of Duty: Modern Warfare 2, prestando la propria voce ad uno dei protagonisti, il capitano John McTavish. Nel 2010 ha partecipato al film Percy Jackson e gli dei dell'Olimpo - Il ladro di fulmini, nel ruolo di Poseidone. Nel 2011 ridà la voce a McTavish nel sequel Call of Duty: Modern Warfare 3. Nel 2012 interpreta Cameron in Comes a Bright Day, per la regia di Simon Aboud.

## Filmografia

### Attore

#### Cinema
- Small Faces, regia di Gillies MacKinnon (1996)
- The Leading Man, regia di John Duigan (1996)
- Trainspotting, regia di Danny Boyle (1996)
- Regeneration, regia di Gillies MacKinnon (1997)
- Tales of Old Edinburgh, regia di Laurence Wareing (1997)
- Camere e corridoi (Bedrooms and Hallways), regia di Rose Troche (1998)
- Dad Savage, regia di Betsan Morris Evans (1998)
- Ideus Kinky - Un treno per Marrakech (Hideous Kinky), regia di Gillies MacKinnon (1998)
- The Acid House, regia di Paul McGuigan (1998)
- Topsy-Turvy - Sotto-sopra (Topsy-Turvy), regia di Mike Leigh (1999)
- Magiche leggende (The Magical Legend of the Leprechauns), regia di John Henderson (1999)
- Marcie's Dowry, regia di David Mackenzie - cortometraggio (2000)
- Understanding Jane, regia di Caleb Lindsay (2001)
- Dog Soldiers, regia di Neil Marshall (2002)
- Max, regia di Menno Meyjes (2002)
- Nicholas Nickleby, regia di Douglas McGrath (2002)
- 16 Years of Alcohol, regia di Richard Jobson (2003)
- Afterlife, regia di Alison Peebles (2003)
- That Old One, regia di James Henry - cortometraggio (2003)
- De-Lovely - Così facile da amare (De-Lovely), regia di Irwin Winkler (2004)
- Does God Play Football, regia di Michael A. Walker - cortometraggio (2004)
- One Last Chance, regia di Stewart Svaasand (2004)
- The Purifiers, regia di Richard Jobson (2004)
- The Rocket Post, regia di Stephen Whittaker (2004)
- Le crociate - Kingdom of Heaven (Kingdom of Heaven), regia di Ridley Scott (2005)
- L'ultima legione (The Last Legion), regia di Doug Lefler (2007)
- Hannibal Lecter - Le origini del male (Hannibal Rising), regia di Peter Webber (2007)
- Un amore di testimone (Made of Honor), regia di Paul Weiland (2008)
- Bunraku, regia di Guy Moshe (2010)
- One Night in Emergency, regia di Michael Offer (2010)
- Percy Jackson e gli dei dell'Olimpo - Il ladro di fulmini (Percy Jackson & the Olympians: The Lightning Thief), regia di Chris Columbus (2010)
- The Great Ghost Rescue, regia di Yann Samuell (2011)
- Comes a Bright Day, regia di Simon Aboud (2012)
- Home Sweet Hell, regia di Anthony Burns (2015)
- La ragazza dei tulipani (Tulip Fever), regia di Justin Chadwick (2017)
- It Ends With Us - Siamo noi a dire basta (It Ends With Us), regia di Justin Baldoni (2024)

#### Televisione
- Kavanagh QC - serie TV, episodio 2x05 (1996)
- Father Ted - serie TV, episodio 2x11 (1997)
- Richard II (Richard II), regia di Deborah Warner - film TV (1997)
- Looking After Jo Jo - serie TV, numero episodi sconosciuto (1998)
- Magiche leggende (The Magical Legend of the Leprechauns), regia di John Henderson - film TV (1999)
- Anna Karenina - miniserie TV, numero episodi sconosciuto (2000)
- North Square - serie TV, 10 episodi (2000)
- The Key - serie TV, numero episodi sconosciuto (2003)
- Gunpowder, Treason & Plot (Gunpowder, Treason & Plot), regia di Gillies MacKinnon - film TV (2004)
- Roma - serie TV, 22 episodi (2005-2007)
- The Virgin Queen - serie TV, episodi 1x01-1x02 (2006)
- Journeyman - serie TV, 13 episodi (2007)
- Grey's Anatomy - serie TV, 270 episodi (2008-in corso) - Dr. Owen Hunt
- Station 19 - serie TV, 4 episodi (2020-2022)
- Room 104 - serie TV, episodio 4x09 (2020)
- The Bombing of Pan Am 103, regia di Michael Keillor – miniserie TV, puntata 6 (2025)

### Regista
- Grey's Anatomy - serie TV, 6 episodi (2011-2013)

### Doppiatore
- Grand Theft Auto: Vice City - videogioco (2002)
- Call of Duty: Modern Warfare 2 - videogioco (2009)
- Call of Duty: Modern Warfare 3 - videogioco (2011)
- Ribelle - The Brave (Brave), regia di Mark Andrews e Brenda Chapman (2012)
- Justice League: The Flashpoint Paradox, regia di Jay Oliva - video (2013)
- Toy Story: Tutto un altro mondo (Toy Story That Time Forgot), regia di Steve Purcell - cortometraggio (2014)
- Star Wars Rebels - serie TV, 7 episodi (2016-2017)

## Doppiatori italiani
Nelle versioni in italiano delle opere in cui ha recitato, Kevin McKidd è stato doppiato da:
- Roberto Chevalier in Un amore di testimone,  Percy Jackson e gli dèi dell'Olimpo - Il ladro di fulmini
- Roberto Certomà in The Acid House, L'ultima legione
- Franco Mannella in Le crociate - Kingdom of Heaven, La ragazza dei tulipani
- Riccardo Scarafoni in Grey's Anatomy, Station 19, It Ends With Us - Siamo noi a dire basta
- Massimiliano Manfredi in Trainspotting
- Giorgio Borghetti in Camere e corridoi
- Stefano Benassi in Roma
- Antonello Noschese in Dog Soldiers
- Vittorio Guerrieri in Journeyman
- Fabio Boccanera in De-Lovely - Così facile da amare
- Roberto Draghetti in Hannibal Lecter - Le origini del male
- Claudio Moneta in 16 Years of Alcohol
- Luciano Roffi in Nicholas Nickleby
- Andrea Lavagnino in Room 104

Da doppiatore è sostituito da:
- Shel Shapiro in Ribelle - The Brave (Lord MacGuffin)
- Ivan Andreani in Ribelle - The Brave (Giovane MacGuffin)
- Oliviero Corbetta in Call Of Duty Modern Warfare 2 e Call Of Duty Modern Warfare 3
- Roberto Palermo in Call Of Duty Modern Warfare 2 Remastered
- Roberto Certomà in Star Wars Rebels